# Nacht van de Theologie
De Nacht van de Theologie is een jaarlijkse bijeenkomst van academische theologen. Het betreft een samenwerking van enkele omroepen, dagbladen, kerken, theologische universiteiten, uitgevers en organisaties die betrokken zijn bij de theologie in Nederland. Tijdens de nacht worden vakprijzen uitgereikt.

## Ontstaan
In 2011 en 2012 vond de Nacht van de Theologie plaats in de Hermitage te Amsterdam. Initiatiefnemer van de Nacht van de Theologie was remonstrants theoloog Tom Mikkers. Mikkers was betrokken bij de organisatie van alle edities met uitzondering van 2015. Toen werd hij zelf genomineerd voor Theoloog des vaderlands, een prijs die tijdens de Nacht van de theologie wordt toegekend. De titel ging dat jaar naar bisschop Gerard de Korte. Bij de eerste bijeenkomst werd er ook een kritische 'Contrastnacht' georganiseerd, in de tuin van de Hermitage, van niet-genodigde theologen die de bijeenkomst decadent vonden omdat gekozen was voor het concept van het galadiner. Sinds 2014 zijn ook niet-theologen welkom en werd de Nacht van de Theologie een publieksbijeenkomst zonder galadiner.

## Opzet
In de jaren daarna vond de Nacht van de Theologie plaats op wisselende locaties en varieerde men wat met de opzet. In 2013 vond de bijeenkomst plaats in Rotterdam, aan boord van het voormalige HAL-schip SS Rotterdam; in 2014 en in 2015 was dat in Amsterdam in De Rode Hoed. Tussen 2016 en 2022 nemen de christelijke omroepen het voortouw. In 2016 was men te gast in het gebouw van de Evangelische Omroep in Hilversum en in 2017 bij KRO-NCRV. In 2018 en 2019 vond het evenement weer plaats bij EO. Van 2016 tot en met 2020 was er ook gelijktijdig een registratie van het evenement via NPO Radio 5.
Presentatoren waren achtereenvolgens: Lodewijk Dros en Désanne van Brederode (2011), Jacobine Geel (2012), Annemiek Schrijver (2013), Elsbeth Gruteke (2014), Annemiek Schrijver en Frénk van der Linden (2015), Annemiek Schrijver en Andries Knevel (2016), Jacobine Geel en Tijs van den Brink (2017) , Marleen Stelling en Wilfred Kemp (2018 en 2019). In 2020 was er geen event maar een avondvullende radio-uitzending verzorgd door KRO-NCRV en EO. Presentatoren waren Wilfred Kemp, Yvonne Sprunken en Tom Mikkers. In 2021 was er - wederom vanwege de Corona-pandemie - geen live event. Dit keer werden de prijzen uitgereikt in het KRO-NCRV tv-programma Jacobine op 2, gepresenteerd door Jacobine Geel. In 2022 konden de theologen weer bij elkaar komen. Na twee jaar was er op 11 november 2022 in het EO-gebouw in Hilversum weer een Nacht van de Theologie. Tirza van der Graaf presenteerde het dit keer. In 2023 werd de leidende rol van de omroepen overgenomen door de Vereniging voor Theologie. Voor de eerste keer in de geschiedenis was de Nacht van de Theologie in Utrecht, in de Jacobikerk. Elsbeth Gruteke was voor de tweede keer presentator. In 2024 vond de de Nacht van de Theologie weer in Utrecht plaats, dit keer in de Pieterskerk met Elsbeth Gruteke als presentator.    

### Thematiek
Elk jaar verschilt de thematiek. De thema's waren achtereenvolgens: Theologie gaat over alles (2011), Vreemd vermogen (2012), Stromend erfgoed (2013), Ieder voor zich God, voor ons allen (2014), Religie en erotiek (2015), God zei denk (2016), Alles woelt om verandering (2017), God is terug (2018), Ziel en zaligheid (2019), Tien jaar Nacht van de Theologie (2020), Vrede en onvrede (2022) Moed (2023), Polarisatie en verbinding (2024).   

### Vakprijzen
Tijdens de nacht wordt de Theoloog des vaderlands gekozen alsmede het beste Theologisch boek van het jaar. Om jonger publiek te trekken wordt sinds 2018 ook een Jonge theoloog des vaderlands aangewezen uit genomineerde studenten theologie van deelnemende universiteiten en hogescholen.
In 2012 reikte voormalig minister-president Ruud Lubbers de oeuvreprijs uit aan Huub Oosterhuis. "Als een van de weinigen van mijn generatie heb ik mijn geloof niet verloren", zei Lubbers. Maar Oosterhuis' versie van het christendom was hem te links. 'De Huub van de woede', noemt Lubbers hem plagerig. In 2022 werd er voor de tweede keer een oeuvreprijs uitgereikt. Dit keer was de eer aan Bram van de Beek. 
Vanaf 2017 ontving de Theoloog des vaderlands een prijs van €10.000 euro (beschikbaar gesteld door de Vermeulen Brauckman-stichting), te besteden aan een project om theologie en Bijbel bij een breed publiek over het voetlicht te brengen. Claartje Kruijff, de winnaar van 2017, besteedde het geld aan een project rond het Onze Vader. Ze schreef hier een boek over met een interreligieus team van theologen. Dit boek, getiteld Slow food, werd gepresenteerd bij haar afscheid als Theoloog des vaderlands in 2018.

### Theologiepamflet
Tussen 2012 en 2015 verscheen bij de Nacht van de Theologie ook het jaarlijkse 'Theologiepamflet': respectievelijk Red hen die geen verweer hebben van Huub Oosterhuis, Spelen met heilig vuur van Ruard Ganzevoort, Ieder voor zich, God voor ons allen? van Mirjam Sterk en God houdt van seks van Frank Bosman. In 2017 schreef scheidend Theoloog des vaderlands Janneke Stegeman het pamflet Alles moet anders, bevrijdingstheologie voor witte Nederlanders. In 2021 verscheen er een speciaal boek over de theologen des vaderlands samengesteld door Almatine Leene getiteld 'Theologen des Vaderlands' met daarin bijdragen van de tien eerste theologen des vaderlands.

### Symposium
In 2017, 2018 en 2019 begon de Nacht van de Theologie 's middags met een academisch symposium waarin het thema inhoudelijk werd uitgediept.

## Prijzen
De juryprijs Theoloog des vaderlands (voor 2015 Theologie Podiumprijs) werd toegekend aan de volgende personen:
- 2011: Frank Bosman
- 2012: Erik Borgman
- 2013: Ruben van Zwieten
- 2014: Paul van Geest
- 2015: bisschop Gerard de Korte
- 2016: Janneke Stegeman
- 2017: Claartje Kruijff
- 2018: Stefan Paas
- 2019: Samuel Lee
- 2020: Almatine Leene
- 2021: Thomas Quartier
- 2022: Katja Tolstaja
- 2023: Kees van Ekris
- 2024: Mirella Klomp

De prijs Beste Theologische Boek werd toegekend aan de boeken:
- 2011: De Bijbel cultureel (diverse auteurs)
- 2012: Golfslag van de tijd (Gerben Heitink)
- 2013: Hoe streelt jouw zegging mijn gehemelte (Kees Waaijman)
- 2014: Berg van de ziel (Christa Anbeek en Ada de Jong); God bewijzen (Stefan Paas en Rik Peels)
- 2015: Geloven tegen beter weten in Wil van den Bercken
- 2016: Woestijnvaders van Matthias Rouw
- 2017: God is een vluchteling van David Dessin
- 2018: God en ik: wat je als weldenkende 21e-eeuwer kunt leren van de Bijbel van Alain Verheij
- 2019: Groene theologie van Trees van Montfoort
- 2020: Alle dingen nieuw van Erik Borgman
- 2021: Maria: Icoon van genade van Arnold Huijgen
- 2022: Zondagmorgen van Willem Jan Otten
- 2023: Levenslessen van een rabbijn van Awraham Soetendorp en Annemiek Leclaire
- 2024: Vrede op aarde, Stefan Paas

Twee keer werd een oeuvreprijs uitgereikt:
- 2012: Huub Oosterhuis
- 2022: Bram van de Beek

De prijs Jonge theoloog des vaderlands werd toegekend aan:
- 2018: Rik Zweers
- 2019: Mark de Jager
- 2021: Tabitha van Krimpen
- 2023: Thelma Schoon
- 2024: Júlia Herku